# Jüdischer Friedhof

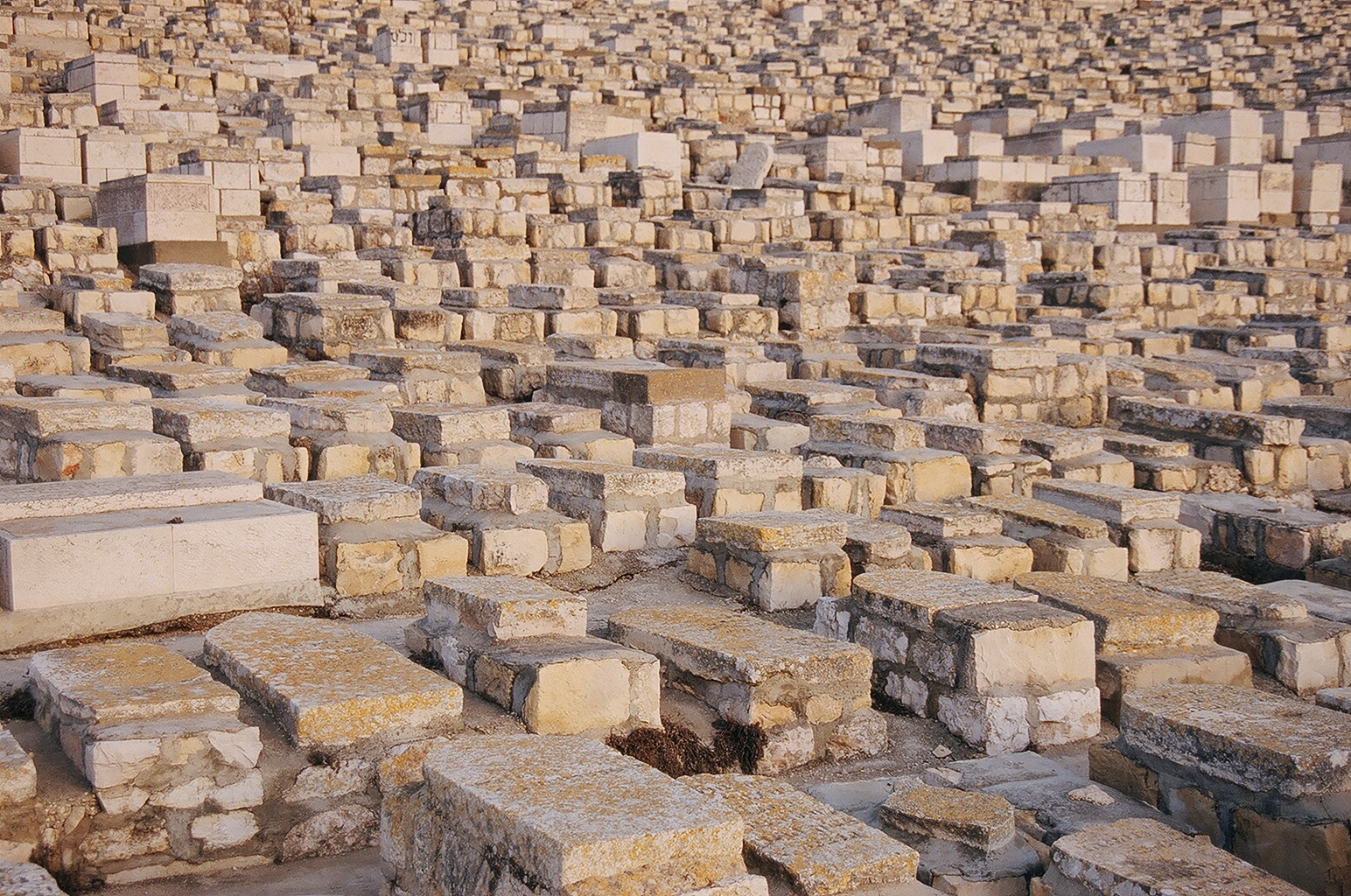
Jüdischer Friedhof auf dem Ölberg in Jerusalem (2005)

Ein jüdischer Friedhof (hebräisch בית-עלמין bzw. בית-עולם, Aussprache [beɪt ʌl'mɪn] bzw. [beɪt o'lʌm], dt. „Haus der Ewigkeit“ nach Kohelet 12,5  oder בית קברות [beɪt kvʌ'rot], „Haus der Gräber“) ist ein Friedhof mit Besonderheiten, die sich aus den Gesetzen des Judentums ergeben. So ist die Erdbestattung vorgeschrieben. Die dauerhafte Totenruhe gilt als verbindlich und steht einer begrenzten Ruhefrist entgegen. Die Trauernden legen statt Blumen in der Regel Steine auf den Grabstein. Mit Bezug zu seinem lebensbejahenden Charakter und der Erwartung der Auferstehung wird der jüdische Friedhof auch Beit HaChayim „Haus des Lebens“, Beit Olam „Ewiges Haus“ oder auch Beit Tow „Gutes Haus“ genannt.
Es gibt, mit seltenen Ausnahmen (siehe z. B. das Grab von Rosa Welt-Straus im Jüdischen Friedhof Veyrier), nur Einzelgräber und keine Gemeinschaftsgräber auf jüdischen Friedhöfen. Grabsteine sind nach Osten ausgerichtet, ebenso wie die Toten, deren Füße nach Osten (nach Jerusalem) zeigen, damit nach der Auferstehung die Reise in Richtung Jerusalem gleich anfangen kann.

## Geschichte

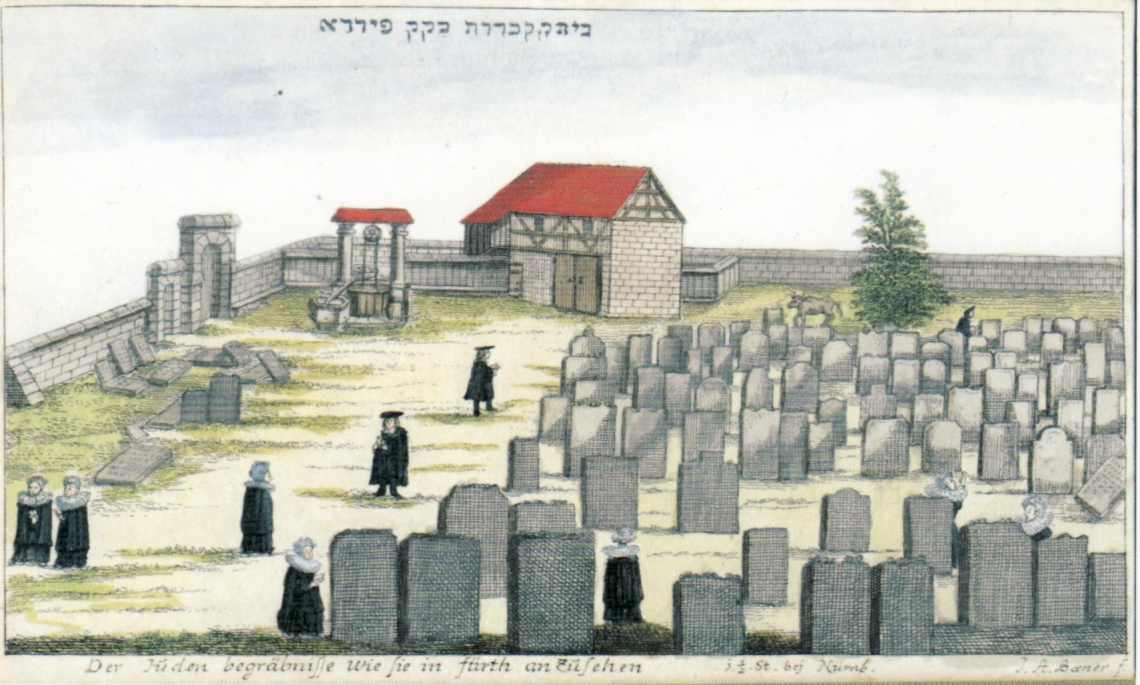
Alter Jüdischer Friedhof Fürth (1705)

Als der älteste jüdische Friedhof Europas mit einem Grabstein von 1058/1059 gilt der Heilige Sand in Worms. Während die Aschkenasim (deutschstämmige und osteuropäische Juden) aufrechte Steine an ihre Gräber stellten, bestatteten die Sephardim (portugiesische und spanische Juden) ihre Toten unter flachliegenden Grabplatten oder Zeltgräbern. In Mittel- und Osteuropa sind überwiegend aschkenasische Bestattungsarten verbreitet. Vereinzelt finden sich dort auch jüdische Friedhöfe, die außer einem aschkenasischen Teil auch einen sephardischen Teil beinhalten wie zum Beispiel der Jüdische Friedhof in Hamburg-Altona. Anfangs wurden die Toten nach Jerusalem ausgerichtet, diese Tradition wird seit dem 18. Jahrhundert nicht mehr durchgesetzt.
Insbesondere wurden die Grabsteine (Mazevot) ab der Zeit der Haskala nicht nur in hebräischer Sprache beschriftet, sondern auch in der jeweiligen Landessprache. Letzteres geschah in der Regel auf der Rückseite des Grabsteins. Eine weitere Besonderheit bestand darin, dass auf der hebräisch beschrifteten Seite des Grabsteins nicht nur der Name des Toten selbst genannt wurde, sondern auch der Name seines Vaters. Dies stellt heute für die genealogische Forschung einen unschätzbaren Wert dar. In der Zeit der Haskala wurden in Anlehnung an die christliche Tradition Familiengräber mit aufwändiger gestalteten Grabsteinen und sogar Mausoleen für Familien errichtet.
In der Vergangenheit kam es manchmal vor, dass auf jüdischen Friedhöfen freilaufende Esel gehalten wurden. Da gläubige Juden die Erstgeburt eines Esels, im Gegensatz zu anderen Nutztieren, auslösen müssen, wenn sie von diesem Esel später einen eigenen Nutzen zu haben beabsichtigen, müssen sie für das Tier rechtzeitig eine Abgabe entrichten. Jedoch wurde dies manchmal versäumt, deshalb durfte der Esel für keine Arbeit beigezogen werden und verbrachte sein Leben auf dem Friedhof.
Unter den Bedingungen extremer Armut, unter denen viele jüdische Gemeinden des Maghreb in der Vergangenheit lebten, war Prostitution häufig. Jüdische Friedhöfe hatten in den betroffenen Gemeinden deshalb getrennte Bereiche für verstorbene Frauen, die diesem Gewerbe nachgegangen waren.

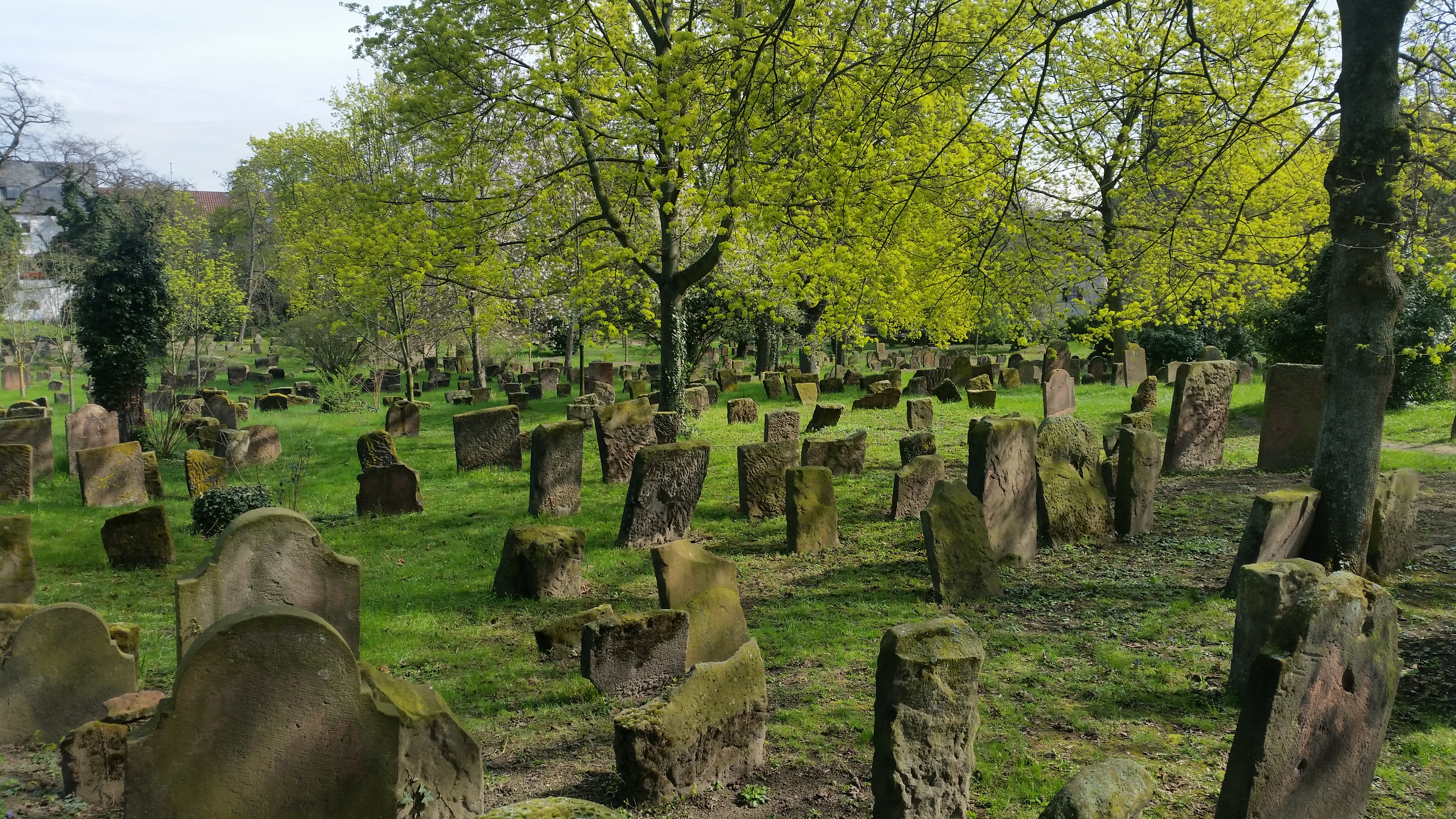
Jüdischer Friedhof 'Heiliger Sand' in Worms

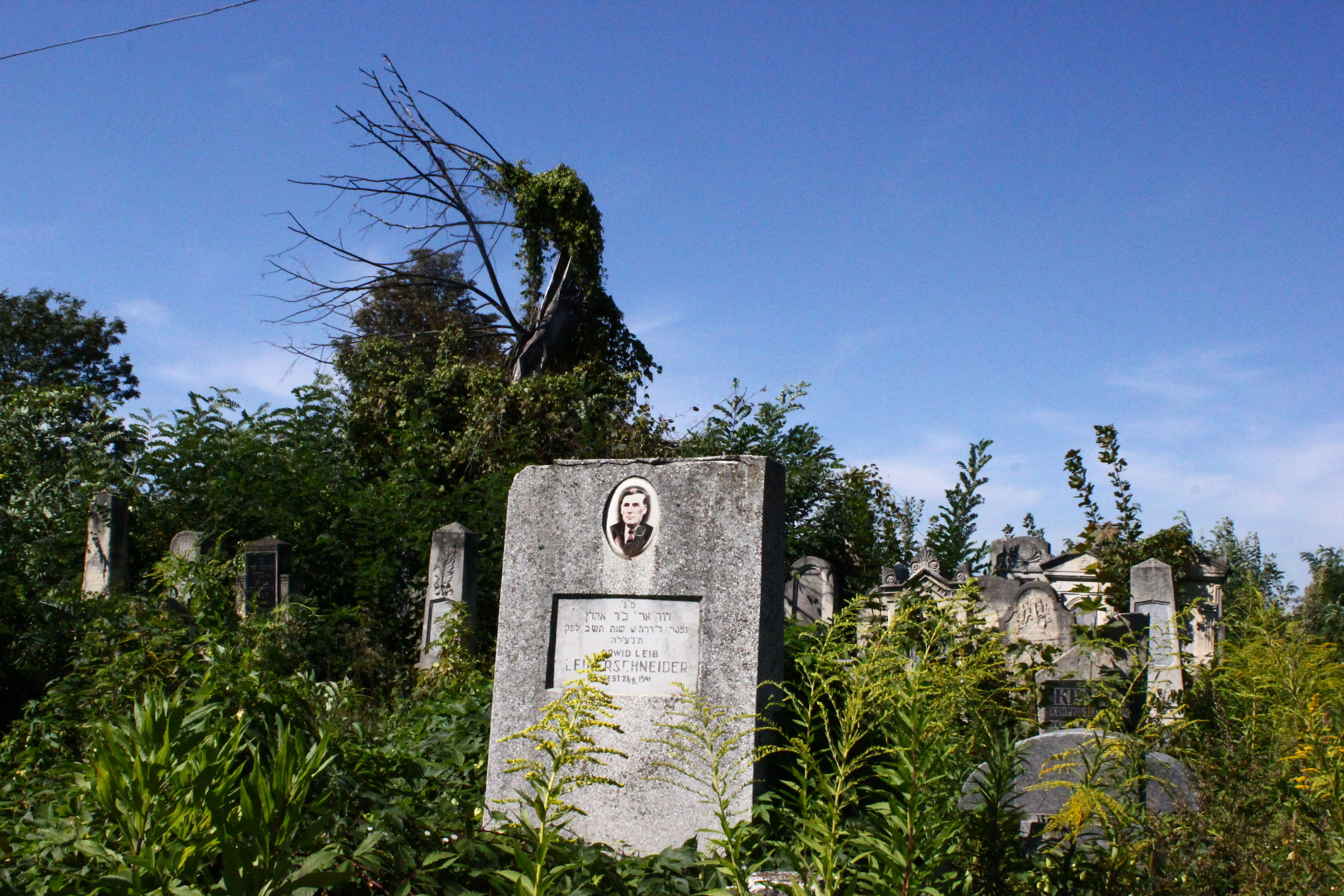
Jüdischer Friedhof in Czernowitz

Es wurden Jüdische Friedhöfe im Nationalsozialismus in großer Anzahl verwüstet.

## Besonderheiten

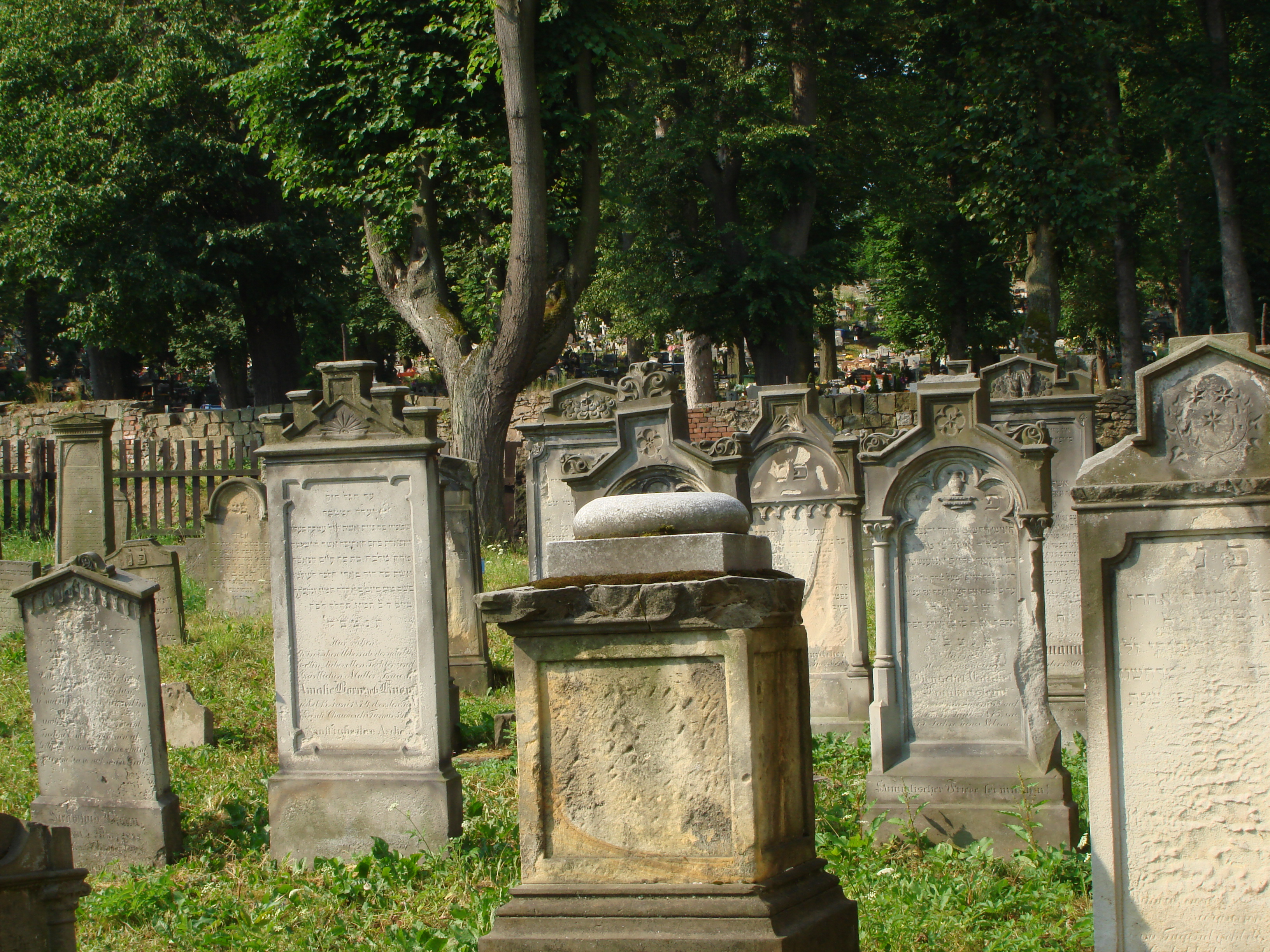
Jüdischer Friedhof in Kamienna Góra (ehem. Landeshut in Schlesien)

Auf einem jüdischen Friedhof befindet sich ein Taharahaus zur Totenwaschung. Weil im Tode alle Menschen gleich sind, finden sich bis Mitte des 18. Jahrhunderts gleichförmige Grabsteine. Erst mit der Haskala, der fortschreitenden jüdischen Emanzipation und Assimilation, beginnen die Juden, ebenso prunkvolle Grabstätten zu errichten, wie es auch von christlichen Friedhöfen dieser Zeit bekannt ist.

„Einer der fundamentalsten israelitischen Glaubensgrundsätze, die Unantastbarkeit der Totenruhe, führte dazu, dass Gräber und Grabmale über Jahrhunderte erhalten bleiben, dass die jüdischen Friedhöfe über Generationen hinweg ‚wachsen‘, während auf anderen Friedhöfen immer wieder – nach Ablauf von Ruhefristen – einzelne Gräber oder ganze Grabfelder geräumt werden […]“

Das jüdische Grab wird von den Gemeinden nicht eingeebnet und der Stein bleibt bestehen. Bei Platzmangel legt man eine Schicht Erde über ein Grab und bestattet einen Toten über dem anderen. Eindrucksvoll ist dies beim Alten Jüdischen Friedhof in Prag zu sehen. Dies hängt mit dem jüdischen Glauben an die Auferstehung der Toten zusammen.

Eine Besonderheit auf vielen jüdischen Friedhöfen sind die Paargräber: Da die Totenruhe nicht gestört werden darf, erhält der später gestorbene Ehepartner eine eigene Grabstätte mit eigener Mazewa neben seinem vorverstorbenen Gatten.
Blumenschmuck ist in der jüdischen Tradition nicht üblich, stattdessen werden kleine Steine auf die Grabplatten gelegt. Die Gräber lässt man mit Efeu und Gras überwachsen. Nach dem Besuch des Friedhofs wäscht man sich die Hände. Jüdische Friedhöfe sind in der Regel am Schabbat geschlossen. Die Halacha gestattet es nicht, am Schabbat Tote zu begraben oder dort tätig zu sein.
Auch nichtjüdische Männer werden gebeten, aus Achtung vor den jüdischen Bräuchen auf einem jüdischen Friedhof ihren Kopf zu bedecken.
(siehe auch: Jüdische Bestattung)

## Verbandsfriedhof

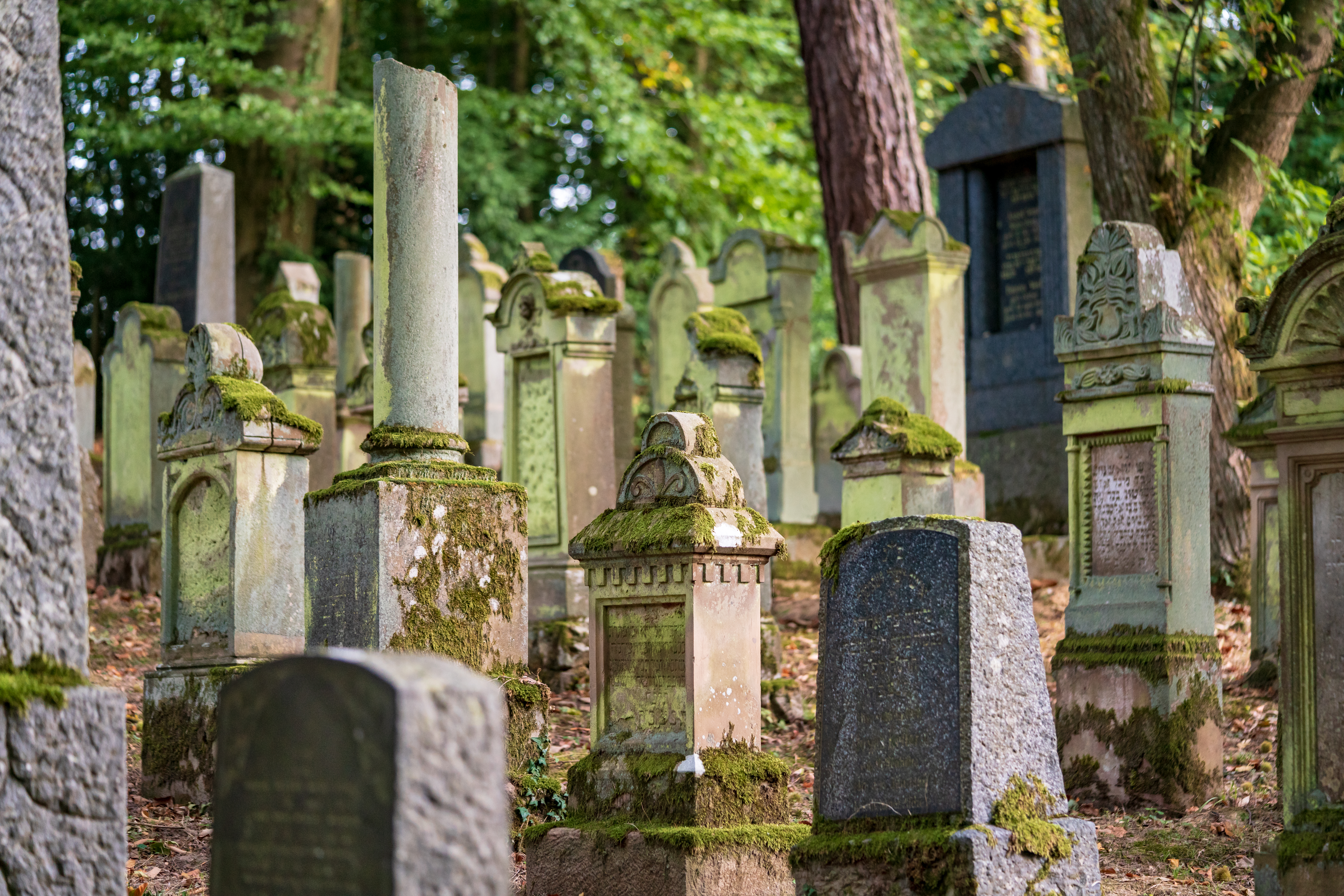
Verbandsfriedhof in Waibstadt

Der Friedhof ist in der Regel Eigentum der jüdischen Gemeinde. Hingegen befindet sich ein Verbandsfriedhof in der Trägerschaft mehrerer Kehillot (Gemeinden). Der Zusammenschluss zu einem Friedhofsverband machte die gemeinsame Finanzierung eines Friedhofs möglich. Das betraf sowohl die Neuanlage als auch die anfallenden Kosten für den Unterhalt des Friedhofs. Jüdische Gemeinden oder jüdische Familien, die sich nicht in den Verbandsfriedhof eingekauft hatten, konnten zwar auch ihre Toten dort bestatten, mussten aber oftmals höhere Gebühren entrichten.
Einer der größten und ältesten erhaltenen jüdischen Verbandsfriedhöfe Deutschlands ist der Jüdische Friedhof in Heinsheim bei Bad Rappenau im Kraichgau, Baden-Württemberg.

## Große jüdische Friedhöfe in Europa
Da Fläche und Gräberanzahl sich nicht entsprechen, ist bei Friedhöfen eine Ordnung nach Größe schwierig. So ist der Friedhof Ohlsdorf der größte Mitteleuropas nach Fläche, der Wiener Zentralfriedhof und seiner jüdischen Abteilung aber der größere nach der Grabanzahl 80.000, wobei 6000 im Zweiten Weltkrieg zerstört wurden. Den größten jüdischen Friedhof in Südosteuropa hatte Thessaloniki mit angeblich 500.000 Gräbern. Er wurde nach dem Balkanfeldzug (1941) in Zusammenarbeit von Wehrmacht und griechischen Behörden zerstört.
In Deutschland hatten Berlin, Breslau und Königsberg i. Pr. die größten jüdischen Gemeinden. Unter den erhaltenen Friedhöfen ist der Jüdische Friedhof Berlin-Weißensee der größte in Europa. Auf einer Fläche von 42 Hektar liegen etwa 115.000 Gräber. Auf dem Alten Jüdischen Friedhof in Breslau verteilen sich 12.000 Gräber auf 5 ha, auf dem Neuen 20.000 Gräber auf 7 ha. Für Königsberg fehlen Zahlenangaben.
In Osteuropa folgt der Neue Jüdische Friedhof Łódź mit 40 ha dicht auf Weißensee; er hat 180.000 Gräber. Der jüdische Friedhof in Warschau ist nach der Grabanzahl der größte erhaltene jüdische Friedhof in Europa. Auf einer Fläche von 33 ha liegen über 200.000 Grabstätten mit Grabsteinen, außerdem Massengräber von ermordeten Bewohnern des Warschauer Ghettos aus der Zeit der deutschen Okkupation.
In der Ukraine rangiert der Jüdische Friedhof Czernowitz mit 14,2 ha und 50.000 Gräbern weit vor denen in Lwiw (Lemberg) und Brody. Von den drei Jüdischen Friedhöfen in Lwiw ist nur einer erhalten. Der zerstörte Friedhof in Brody mit 6000 Grabsteinen wurde nach dem Krieg durch ein Stadion überbaut. Der Alte Jüdische Friedhof in Prag ist zwar sehr bekannt, aber der kleinste der bekannten jüdischen Friedhöfe. Auf einem knappen Hektar befinden sich 12.000 Grabstätten, in denen schätzungsweise 100.000 Menschen begraben liegen.
In Nordosteuropa war Vilnius ein Zentrum des Judentums. Von den drei Jüdischen Friedhöfen in Vilnius ist ebenfalls nur einer erhalten; er birgt 6500 Gräber.

## Symbole auf Grabsteinen
- Levitenkanne auch mit Hand in ausgießender Geste: Grabstein eines Leviten, der die Hände des Priesters wäscht
- Segnende Priesterhände: Grab eines Kohen, der den Priestersegen spricht
- drei- oder neunarmiger Leuchter Chanukka-Leuchter mit abgebrochenen Kerzen: oft ein Frauengrab
- Löwe, der einen Stapel Bücher stützt
- eine gespreizte Hand zeigt, dass der Verstorbene ein Kohen (Priester) und somit ein Nachkomme des Hohepriesters Aharon war[12]
- gebrochener Baumstamm bzw. Baumstamm mit abgebrochener Krone: steht oft für den Tod eines jungen Menschen
- Davidstern
- Hand, die eine Münze in eine Truhe wirft: Zedaka-Kiste.
- Vogelpaar: steht für ein Frauengrab
- Stammbäume: möglicherweise Rückkehrer zum Judentum[2]